# 神奈川県立三浦初声高等学校
神奈川県立三浦初声高等学校（かながわけんりつ みうらはっせこうとうがっこう）は、神奈川県三浦市初声町にある県立高等学校である。

## 概要
神奈川県立三浦臨海高等学校と神奈川県立平塚農業高等学校初声分校を統合し、2018年に開校。
普通科と都市農業科を併置している。

## 沿革
統合前の沿革については
- 2018年（平成30年）4月1日 - 開校。

## 部活動

### 運動部
- 陸上競技
- サッカー
- 硬式野球
- テニス
- バドミントン
- バスケットボール
- 卓球
- ダンス

### 文化部
- 茶道
- 声優
- 総合音楽
- 囲碁将棋
- 科学
- 生活
- 太鼓
- 美術
- 漫画文化
- 箏曲
- 文芸
- 写真
- 吹奏楽同好会

## 所在地
入江キャンパス（旧三浦臨海高校）〒238-0113 三浦市初声町入江 274-2
　京急久里浜線三崎口駅より徒歩15分 または 京浜急行バス「宮田」停留所下車
和田キャンパス（旧平塚農業高校初声分校）〒238-0114 三浦市初声町和田3023-1
　京急久里浜線三崎口駅より 京浜急行バス「和田」停留所下車 徒歩8分